# 광일초등학교 (경기)
광일초등학교(光一初等學較)는 대한민국 경기도 광명시에 있는 공립 초등학교이다.

## 학교 연혁
- 1982.03.02 광명남국민학교로부터 29학급 분리하여 개교
- 1985.09.01 광일국민학교 병설유치원 설립
- 1991.09.01 9학급 광문국민학교 개교로 분리
- 1996.03.01 광일초등학교로 명칭 개칭
- 2013.03.01 제11대 전성화 교장 부임
- 2015.02.13 제33회 졸업식(78명, 누계 6,792명)
- 2015.03.01 초등학교 27학급(특수학급 3학급포함), 병설 유치원 3학급 편성

## 참고 문헌
- 광일초등학교 - 한국교육학술정보원 학교알리미

## 같이 보기
- 광일초등학교 축구단